# Maurits Smeyers
Maurits Smeyers (Kessel-Lo, 12 juni 1937 - Lissabon, 26 april 1999) was een Belgische hoogleraar aan de Katholieke Universiteit Leuven. Hij leverde baanbrekend werk in het onderzoek van handschriften en Vlaamse miniatuurkunst.

## Biografie
Hij was de jongste van vier in de familie Smeyers-Van Langendonck. Hij voltooide zijn middelbare studies aan het Sint-Pieterscollege in Leuven en ging daarna studeren aan de Katholieke Universiteit Leuven waar hij in 1961 een graad in de moderne geschiedenis haalde. Van 1962 tot 1964 gaf hij les aan het Onze-Lieve-Vrouwcollege in Boom. In 1964 ging hij verder studeren bij professor Jan Karel Steppe en in 1967 haalde hij het diploma in middeleeuwse studies aan de Leuvense universiteit. Hij doctoreerde in 1970 met het proefschrift Het Turijns-Milanees getijdenboek. Een bijdrage tot de Van Eyck-studie, waarvoor hij werd geproclameerd tot laureaat in de "Schone kunsten" door de Koninklijke Vlaamse Academie van België voor Wetenschappen en Kunsten.
Maurits Smeyers begon een academische carrière aan de universiteit van Leuven in 1970 als assistent. In 1974 werd hij benoemd tot senior assistent, in 1975 docent, in 1985 hoogleraar en in 1989 gewoon hoogleraar. Hij doceerde over de iconologie, miniatuurkunst, schilderkunst in de middeleeuwen, de kunst in de vroege middeleeuwen, religieuze kunst, de kunst in Spanje. Van 1986 tot 1992 leidde hij het departement Archeologie en Kunstgeschiedenis.
In het kader van zijn academische activiteit werkte hij mee aan de organisatie van tal van tentoonstellingen:
- 'Erasmus en Leuven' (Leuven, 1969)
- 'Johannes Ockegem en zijn tijd' (Dendermonde, 1970)
- 'Aspecten van de late gotiek in Brabant' (Leuven, 1971)
- 'Dirk Martens' (Aalst, 1973)
- 'Dirk Bouts en zijn tijd' (Leuven, 1975)
- '550 jaar Leuvense universiteit' (Leuven, 1976)
- 'Handschriften uit de kerken en kloosters van Diest' (Diest, 1983)
- 'De kartuizers en hun klooster in Zelem' (Diest, 1984)
- 'Handschriften van de abdij van St. Truiden' (Sint-Truiden, 1986)
- 'Koning Arthur en de Nederlanden' (samen met het Instituut voor Middeleeuwse Studies, KU Leuven, 1987)
- 'Geprezen in beeld. Miniaturen in Mosaanse manuscripten 1250-1350’ (Sint-Truiden, 1989)
- 'Bernardus en de Cisterciaanse familie' (Faculteit der Godgeleerdheid, KU Leuven, 1990)

In 1983 richtte hij te Leuven het Studiecentrum voor Vlaamse Miniaturisten op, dat sinds 2004 Illuminare - Studiecentrum voor Middeleeuwse Kunst heet. Dit centrum legt zich toe op de studie van de miniatuurkunst in de Zuidelijke Nederlanden, namelijk te Brugge, Brussel, Doornik en Gent, in Henegouwen en het huidige Noord-Frankrijk. Illuminare is uitgever van vier eigen reeksen: Corpus of Illuminated Manuscripts (CIM), Art and Religion (A&R), Studies in Iconology (SIC) en Iconologies en publiceert tentoonstellingscatalogi en congresbundels.
In 1992 schreef Smeyers jaarboek 19-20 van de reeks Arca Lovaniensis artes atque historiae reserans documenta over de Leuvense professor Armand Thiéry.
Hij overleed schielijk tijdens een studiereis in Lissabon, waar hij uitgenodigd was als gastspreker op een congres.

## Werken
- Smeyers, M., Vlaamse miniaturen van de 8ste tot het midden van de 16de eeuw, Leuven, Davidsfonds, 1998, 528 blz.

Een volledige bibliografie kan men vinden op Illuminare.
- Bibsys: 90604183
- Bibliothèque nationale de France: cb120339399 (data)
- Catàleg d'autoritats de noms i títols de Catalunya: 981058509671306706
- CiNii: DA04820152
- Digitale Bibliotheek voor de Nederlandse Letteren: smey005
- Gemeinsame Normdatei: 121496589
- International Standard Name Identifier: 0000 0001 1477 227X
- Library of Congress Control Number: n82125687
- Nationale Bibliotheek van Tsjechië: jo20000075535
- Nationale Bibliotheek van Israël: 987007268150005171
- Nationale Bibliotheek van Polen: a0000002762764
- Nederlandse Thesaurus van Auteursnamen: 068620837
- LIBRIS: 317810
- Système universitaire de documentation: 028519582
- Trove: 1089205
- Virtual International Authority File: 89634699
- WorldCat: E39PBJpDQrtB3dpCTvPmY7wwG3